# مركز إسعاف

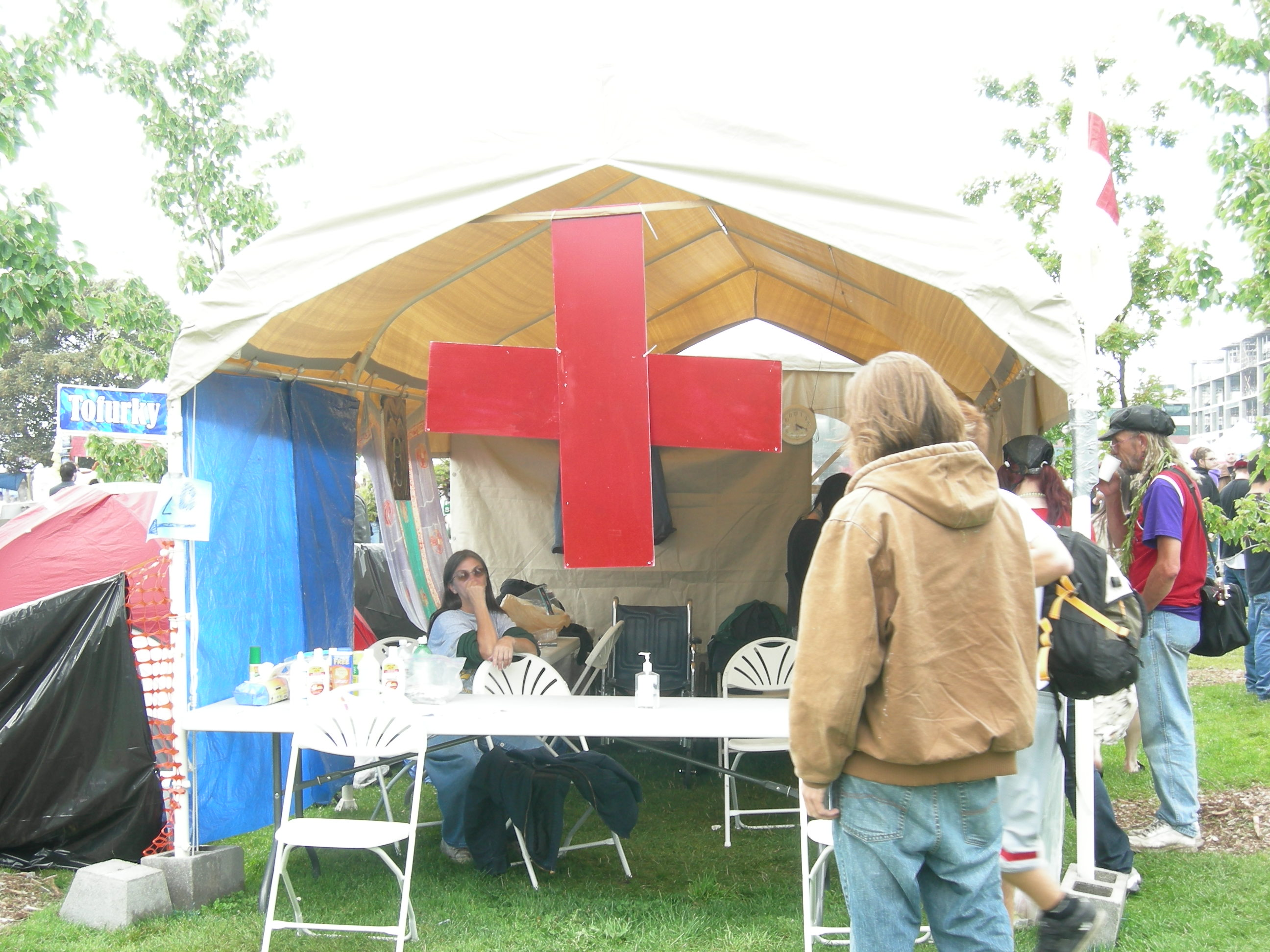
مركز إسعاف في مهرجان عام.

مركز الإسعاف هو مرفق مؤقت (غالبًا خيمة أو طاولة أو منطقة استراحة عامة) يقام لتقديم الإمدادات إلى المشاركين في الحدث الذين يعانون أو الإسعافات الأولية والمؤن الطبية خلال الفعاليات الضخمة أو حالات مواجهة الكوارث أو العمليات العسكرية.
يمكن تقسيم مراكز الإسعاف إلى أقسام حيث يقدم المركز خدمات طبية وغير طبية.

## الأحداث الرياضية

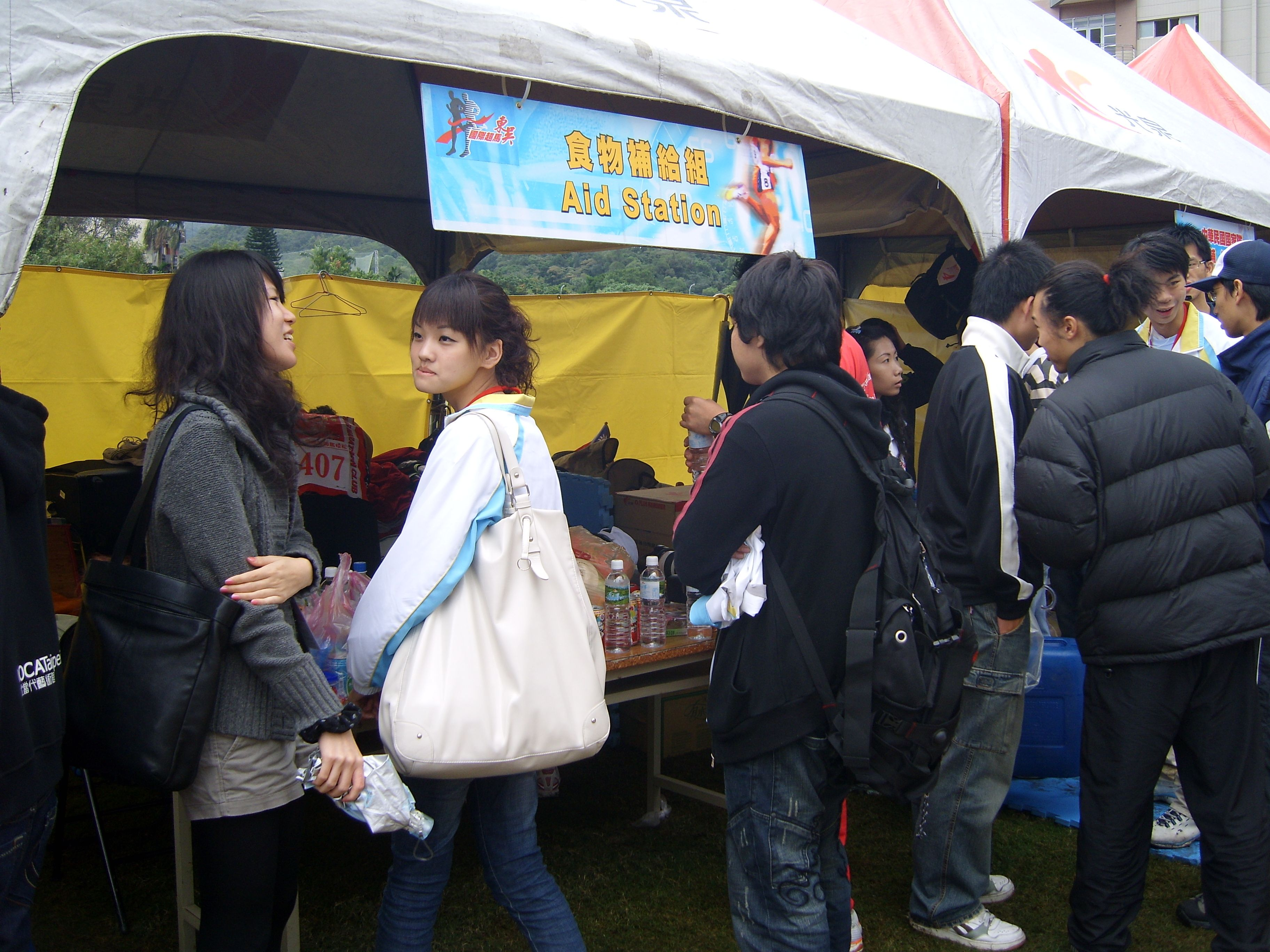
مركز إسعاف في سباق ألتراماراثون لمدة 24 ساعة في سوشاو سنة 2007.

في سباقات التحمل، مثل الماراثونات أو أحداث سباقات الدراجات، تقام مراكز الإسعاف على طول طريق السباق لتقديم الإمدادات (الطعام والشراب ومعدات التصليح) إلى المشاركين. وأثناء سباقات الدراجات الحديثة، يمكن توفير وظائف مركز الإسعاف من خلال عربة ساج («المؤن والمعدات») أو سيارة دعم تسافر مع المشاركين خلف المجموعة الرئيسية.
وتقليديًا، يتم توفير مشروبات الرياضة وجل الطاقة إلى جانب المياه. وحسب طول السباق، يمكن تقديم الطعام. وفي الغالب، تقدم الإمدادات الطبية أيضًا.
هذا بالإضافة إلى إمكانية استخدام مركز الإسعاف كنقطة تفتيش لتتبع المتنافسين. وخلال الأحداث التي تحدد فيها المسافة بين مراكز الإسعاف مسبقًا وتكون معروفة للمتنافسين، ينصح بعض المتدربين باستخدام مراكز إسعاف كواسمات مسار لـتحديد إيقاع السرعة.
في بعض أحداث الماراثونات السنوية الكبرى، أصبحت مراكز إسعاف معينة والعاملون بها مؤسسات محلية. على سبيل المثال، يقدم ماراثون شيكاغو جوائز سنوية لمراكز الإسعاف والمتطوعين بها، وقد قام بعض المتطوعين بإدارة المركز نفسه كل عام على مدى سنوات طويلة. وتضمن الحدث مراكز كبيرة جدًا؛ حيث يضم بعضها أكثر من 300 متطوع ويقوم منظمو الحدث بنشر كتاب تعليمات مركز الإسعاف (Aid Station Instruction Book).

## العمليات العسكرية

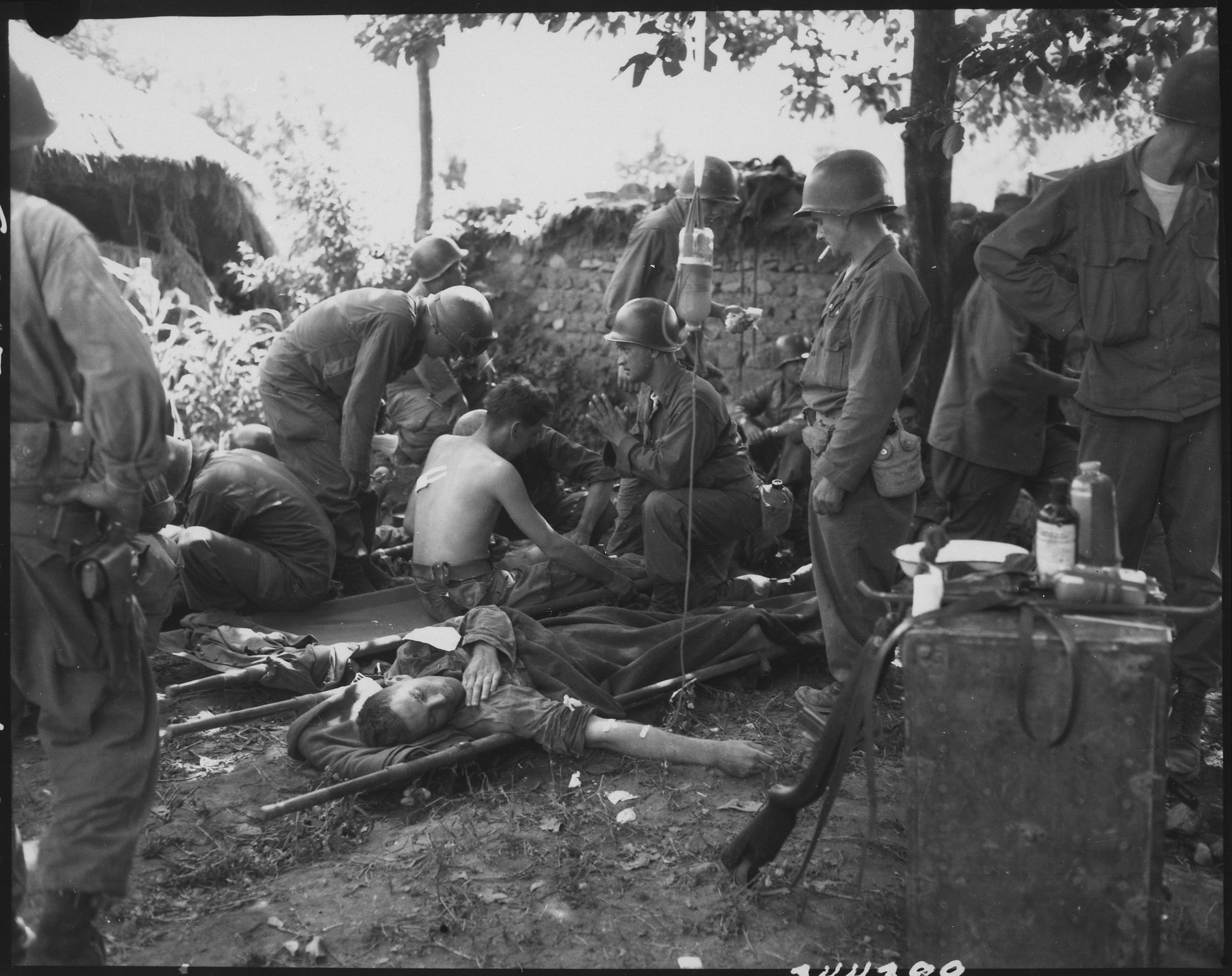
جنود أمريكان جرحى يتلقون العلاج في مركز إسعاف بكوريا.

أثناء عمليات القتال أو التدريب، يمكن للوحدات العسكرية إقامة مراكز إسعاف خلف الخطوط الأمامية لتقديم الدعم الطبي للقوات في الميدان. وفي العمليات العسكرية الأمريكية، تعرف هذه المراكز باسم مراكز إسعاف في الكتيبة]]؛ وفي دول الكومنولث، محطات إسعاف الكتيبة. ويستخدم أيضًا مصطلح «مركز الإسعاف الرئيسي» على حسب الحجم والسياق التشغيلي. وتعد مراكز الإسعاف أصغر الوحدات؛ حيث تحول الحالات إلى مستشفيات ميدانية، وبعدها إلى مواقع إخلاء الخسائر.
خلال الحروب النابليونية (1803-1815)، وضع الفرنسيون نظامًا متدرجًا لخدمات الدعم الطبي المقدمة. وأنشئت مراكز إسعاف رئيسية يديرها طبيب ميداني واحد بالقرب من الخطوط الأمامية قدر الإمكان، وفي بعض الأحيان على بُعد بضع مئات من الأمتار حتى يمكن علاج القوات المصابة في أقرب وقت ممكن. وتنقل الحالات المصابة إصابات خطيرة بعيدًا عن الخطوط الأمامية إلى المستشفيات الميدانية في الكنائس أو القصور الفرنسية الإقطاعية القريبة. أما بالنسبة لهؤلاء الذين يحتاجون إلى علاج أكثر شمولاً، فقد نقلوا مرة أخرى إلى مستشفيات عسكرية دائمة أكبر حجمًا «للاستشفاء» في فرنسا.
هذا بالإضافة إلى إمكانية إقامة مراكز الإسعاف أثناء عمليات التدريب حيث لا تكون هناك ضرورة لتدشين «مستشفى كامل» ولا تكون الإصابات التي بحاجة إلى العلاج بنفس درجة خطورة تلك الإصابات التي تقع أثناء العمليات القتالية. وفي مثل هذه الحالات، يقدم الأطباء في مراكز الإسعاف الرعاية والعلاج من «الدرجة الأولى» للإصابات أو الأمراض التي لا تشكل تهديدًا على الحياة. ولا يوجد عمومًا تجهيزات لعلاج المشكلات «الخطيرة أو المهددة للحياة» أكثر من مجرد استقرار الحالة بحيث يسمح وضعها بنقلها إلى مرفق طبي أكبر.

## مواجهة الكوارث

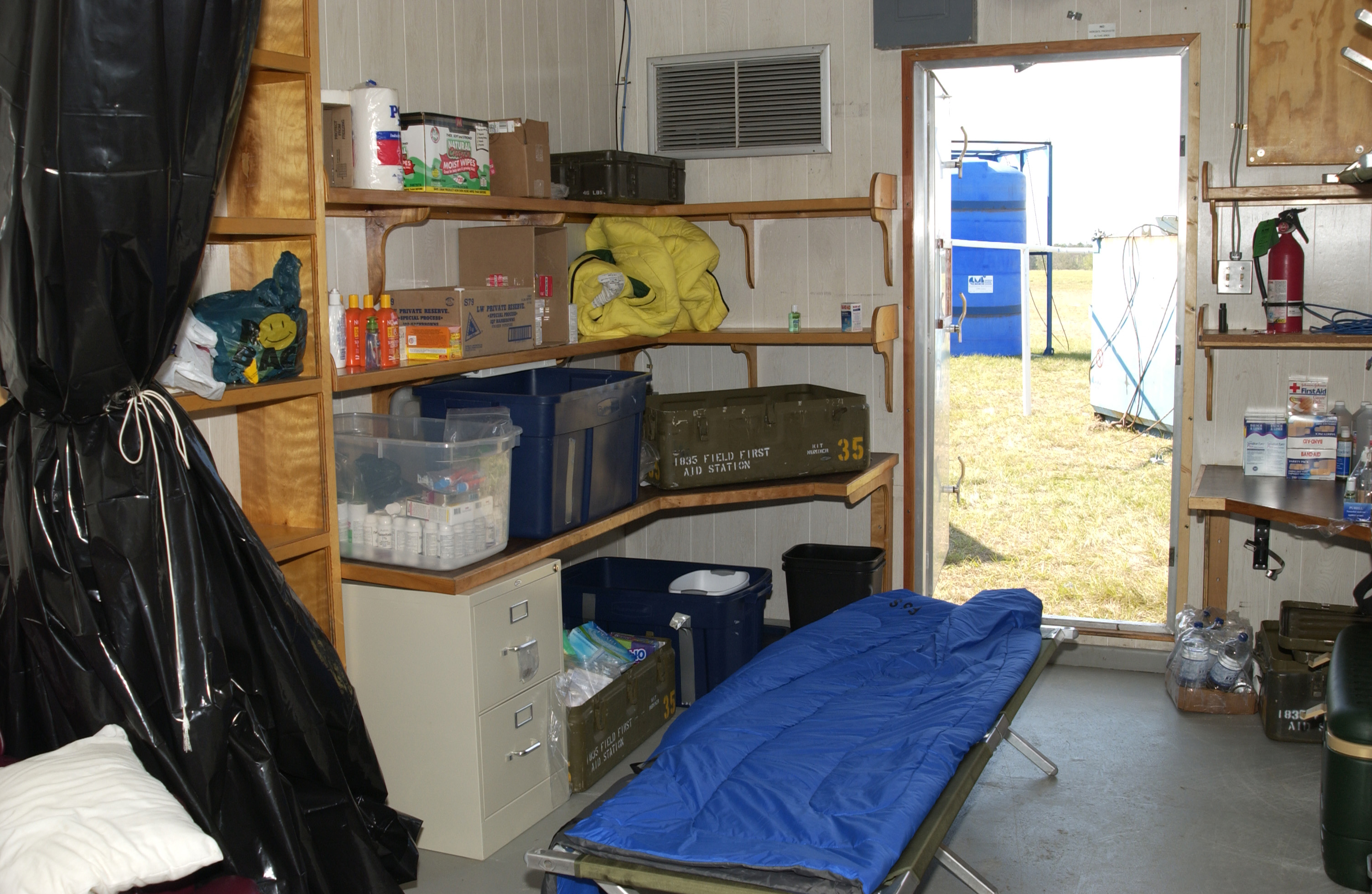
مركز إسعاف مؤقت تابع لـالوكالة الفيدرالية لإدارة الطوارئ.

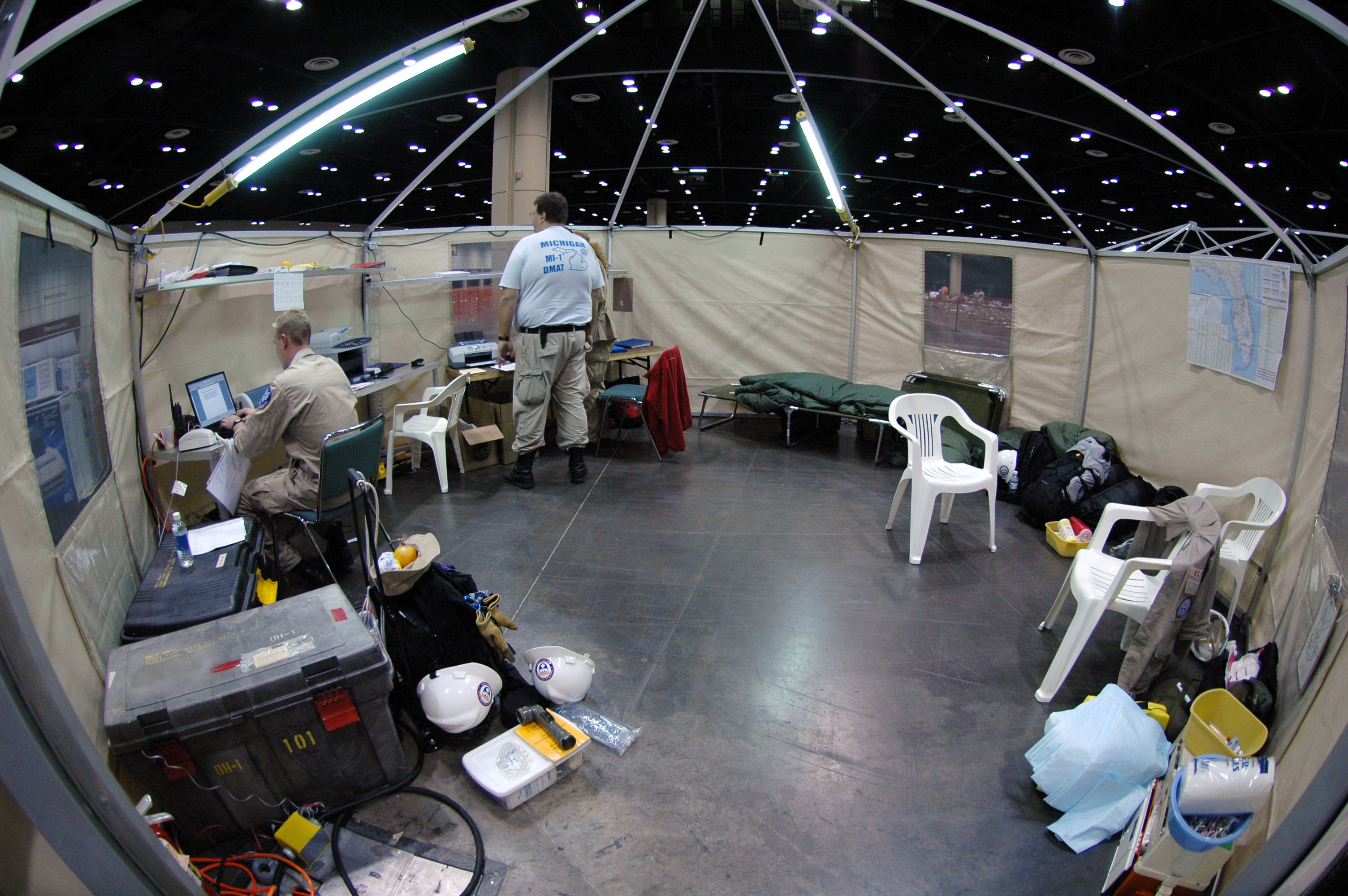
داخل مركز إسعاف فريق المساعدة الطبية للكوارث.

في المناطق المنكوبة، يمكن إقامة مراكز إسعاف لتقديم الفرز حسب الأولوية للأفراد المصابين أو الدعم على المدى الطويل لمن يحتاجون الطعام أو المأوى.
ويمكن إقامة مراكز إسعاف لمواجهة أحداث الكوارث الطبيعية والكوارث التي يتسبب فيها الإنسان، وقد تظل في مكانها طوال مدة تقديم جهود التعافي من الكوارث أو استبدالها بمرافق دائمة أكثر أو أكبر حجمًا. ويقدم ويليام إل ووغ مثالاً على مركز إسعاف أنشئ أثناء تداعيات كارثة انهيار الممر العلوي لفندق حياة ريجنسي وتم استبداله لاحقًا بمرافق أساسية بدرجة أكبر لفرز الإصابات.
في أعقاب إعصار كاترينا، أقامت الوكالة الفيدرالية لإدارة الطوارئ (FEMA) والصليب الأحمر عددًا من مراكز إسعاف الطوارئ على مستوى نيو أورلينز وبالقرب من مراكز الإجلاء. وقدمت هذه المراكز الطعام والمياه وإمدادات الشفاء والمساعدة الطبية وأصبحت نقطة اتصال لجهود العثور على الأشخاص المفقودين. وتحولت بعض المرافق ذات الملكية الخاصة إلى مراكز إسعاف بديلة مؤقتة، بما فيها حانة جوني وايتس.